# Phil Dwyer
Philip Richard Dwyer (Duncan (British Columbia), 17 december 1965) is een Canadese jazzmuzikant (saxofoon, piano, fluit), componist, producent en opvoeder. In 2017 studeerde hij af aan de Faculteit der Rechtsgeleerdheid van de University of New Brunswick (UNB) in Fredericton, New Brunswick. Dwyer is lid van de Orde van Canada en werd in 2013 begiftigd voor zijn bijdragen aan jazz als uitvoerder, componist en producent en voor het vergroten van de toegang tot muziekeducatie in zijn gemeenschap. Dwyer is zes keer genomineerd voor de Juno Awards en won in 1994 «Best Mainstream Jazz Album» met Dave Young voor Fables and Dreams en het «Contemporary Jazz Album of the Year» in 2012 voor de opname Changing Seasons. Dwyer verscheen ook op Juno Award-winnende opnamen met Hugh Fraser (1988), Joe Sealy (1997), Guido Basso (2004), Don Thompson (2006), Molly Johnson (2009), Terry Clarke (2010) en Diana Panton ( 2015). Hij is alumnus en Honorary Fellow van The Royal Conservatory of Music.

## Biografie
Dwyer werd geboren op 17 december 1965 in Duncan, British Columbia en ging naar de middelbare school in Parksville (Canada) en Qualicum Beach. Dwyers eerste nationale persaandacht kwam van journalist Mark Miller, die Dwyer profileerde in een stuk, dat in 1982 voor The Globe and Mail werd ingediend van het Canadian Stage Band Festival (voorloper van MusicFest Canada), dat dat jaar in Hamilton (Ontario) werd gehouden. Dwyer trad op met zijn Ballenas Secondary School-band Triple Image en behaalde de gouden medaille in de combo-categorie. Dwyer trad in 1983, op 17-jarige leeftijd, in dienst bij de American Federation of Musicians, Local 145, om op te treden met het West Coast Jazz Orchestra van Fred Stride, als vervanger voor de bekende, uit  Vancouver afkomstige saxofonist/fluitist Tom Keenlyside. Een opname van zijn eerste optreden in Vancouver als orkestleider leidde ertoe dat hij in 1983 een beurs van de Canada Council ontving om in New York te studeren bij David Liebman, wat op zijn beurt leidde tot studies bij Steve Grossman. Eerdere docenten waren onder meer de saxofonisten Steve Jones en David Branter, pianist Don Thompson, piano/theoriedocent Joan Gosselin en banddirecteur van de middelbare school Bill Cave. Tot zijn middelbare schooltijdgenoten behoorden trompettist Ingrid Jensen, bassist Pat Collins en zanger/pianiste Diana Krall, voor wie Dwyer jaren later het eerbetoonlied Diana Piana zou componeren.
In 1985 keerde Dwyer terug naar Canada om te blijven en stopte in Edmonton op weg naar Vancouver om op te treden met Hugh Frasers VEJI-band en gitarist Oliver Gannons Quartet op het Edmonton Jazz City Festival. Van 1985 tot 1988 was Dwyer gevestigd in Vancouver, waar hij werkte als freelance muzikant, lid was van VEJI en het Hugh Fraser Quintet en naar het zuiden reisde om samen te werken met het trio van bassist David Friesen (met drummer Alan Jones). Onder zijn eerdere opnamen waren de Juno-winnende Looking Up (Hugh Fraser Quintet), Classic VEJI en Friesens Other Times, Other Places. Recensenten, waaronder journalist Scott Yanow, benadrukten met name de bijdragen van Dwyer aan de opname van Friesen.
In 1988 verhuisde Dwyer naar Toronto en vestigde er een freelance carrière in het uitvoeren en opnemen en werd lid van de muziekfaculteit van de York University. Hij trad regelmatig op in jazzclubs in Toronto, zoals de Top o' the Senator, Montréal Bistro, George's Spaghetti House, de Pilot Tavern en de Rex Jazz Bar. Hij verscheen ook in concertzalen zoals de Massey Hall, Roy Thompson Hall, het O'Keefe Center en andere locaties. Onder de artiesten waarmee Dwyer samenwerkte, zijn Kenny Wheeler, Aretha Franklin, Rodney Whitaker, het Toronto Symphony Orchestra, Esprit Orchestra, Holly Cole, Tom Harrell, Renee Rosnes en vele anderen. Gedurende de tijd dat hij in Toronto woonde, toerde hij ook regelmatig door Canada, de Verenigde Staten, Zuid-Amerika, Europa en Azië en trad hij op in verschillende clubs en festivals met verschillende Canadese bands en in 1995 met Gino Vannelli. Van het begin van de jaren 1990 tot 2004 was Dwyer een vaste waarde in de opnamestudio's in Toronto, waar hij op veel albums, in radioshows en commercials te horen was. Enkele van zijn meest frequente medewerkers waren Doug Riley, Don Thompson, Roberto Occhipinti, Molly Johnson, Guido Basso, John Johnson, Manteca en Tim Tickner. Hij schreef ook commerciële muziek voor productiebedrijven Rosnick/McKinnon, Einstein Bros., Pirate en anderen.
In 1999-2000 studeerde Dwyer compositie bij Michael Colgrass, wat hem ertoe bracht muziek te schrijven in opdracht van het Amici Ensemble, Patricia O'Callaghan, Art Of Time, Gryphon Trio, Mark Fewer, CBC Orchestra, Kate Alton (choreograaf) en verschillende CBC Radio-projecten. In 2004 verhuisde Dwyer naar Qualicum Beach, op zijn geboorteland Vancouverisland. Hij bleef veel toeren, schrijven en opnemen, waaronder opnamen met Terri Lyne Carrington, Terry Clarke, Joey Defrancesco, Don Thompson, Molly Johnson, Ian McDougall, het Phil Dwyer Orchestra, Jon McCaslin, Melinda Whitaker, Norman Foote, David Gogo en het Bridge Kwartet. Hij richtte ook de Phil Dwyer Academy of Musical and Culinary Arts (PDAMCA) op. In 2013 werd hij lid van de Orde van Canada voor zijn bijdragen aan de jazz als vertolker, componist en producent en voor het vergroten van de toegang tot muziekeducatie in zijn gemeenschap.

## Andere activiteiten
Dwyer is een van de oprichters van Seawind Musical Instruments Inc., fabrikant van de Phil Dwyer Edition-lijn van saxofoons en andere muziekinstrumenten en accessoires. In 2014 werd Dwyer toegelaten tot de rechtenfaculteit van de University of New Brunswick en vanaf juni 2015 had hij zijn eerste jaar afgerond. Dwyer was gemotiveerd om de juridische carrière voort te zetten vanwege zijn langdurige belangen in een aantal sociale rechtvaardigheids-, milieu- en politieke kwesties.

## Discografie

### Als leader of co-leader
- 1993: Fables and Dreams, Dave Young-Phil Dwyer Quartet (Justin Time)
- 2001: We Three met Dave Young, Michael Lambert (Toronto Sound)
- 2005: Let Me Tell You About My Day met Alan Jones en Rodney Whitaker (Alma)
- 2010: One Take: Volume 4 met Vito Rezza, Joey DeFrancesco, Robi Botos (Alma)
- 2011: Changing Seasons (Alma)
- 2013: Look for the Silver Lining met Don Thompson (Triplet)

Met Bridge Quartet
- 2008: Day
- 2009: Night

Met Manteca
- Later is Now! (Justin Time)
- 1996: No Net

Met Don Thompson
- 2006: Ask Me Later

### Als sideman
Met Alain Caron
- 1993: Le Band
- 1997: Play

Met Rita Chiarelli
- 1994: Just Gettin' Started (Stony Plain)
- 2001: Breakfast at Midnight

Met Hugh Fraser
- 1988: Looking Up (CBC)
- 1989: Pas de Problems (CBC)

Met Diana Panton
- 2013: Red
- 2017: Solstice/Equinox

Met Don Thompson
- 1991: Forgotten Memories (Roadhouse)
- 2008: For Kenny Wheeler (Sackville)

Met anderen
- 1995: Temptation, Holly Cole (Capitol)
- 1998: One 2 One, Brian Hughes (Higher Octave)
- 1999: In My Hands, Natalie MacMaster (Rounder)
- 1999: This Is How Men Cry, Marc Jordan
- 2001: Real Emotional Girl, Patricia O'Callaghan
- 2001: Tell You How I Feel, Michael Kaeshammer (Alma)
- 2001: Apartment Hunting, Mary Margaret O'Hara
- 2005: One Take: Volume 2 met Marc Rogers, Robi Botos en Terri Lynne Carrington (Alma)
- 2006: On a Whim: Songs of Ron Sexsmith, John McDermott
- 2007: From Sea to Sky, Laila Biali (CBC)
- 2008: Lucky, Molly Johnson (Verve)* 2009 Different Views, David Gogo
- 2009: It's About Time, Terry Clarke (Blue Music Group)

- Bibliothèque nationale de France: cb141742047 (data)
- Gemeinsame Normdatei: 134711238
- International Standard Name Identifier: 0000 0000 7375 8753
- MusicBrainz: 31125983-ac9e-4679-b679-8df17a621e53
- Virtual International Authority File: 79742904
- WorldCat: E39PBJht3Q3VDk8F849fRVVjYP